# Ken’ichi Shinoda
Ken’ichi Shinoda (jap. 篠田 建市 Shinoda Ken’ichi; * 25. Januar 1942) ist unter dem Namen Shinobu Tsukasa (司 忍) der sechste und derzeitige Bandenchef (Kumichō) der größten Yakuza-Gruppe Yamaguchi-gumi.

## Leben
Shinoda war in den 1970er Jahren für 13 Jahre wegen Mordes inhaftiert. 2005 wurde er neuer Chef von Yamaguchi-gumi, nachdem Yoshinori Watanabe in den Ruhestand ging. Er ist der erste nicht aus Kansai stammende Bandenchef der Organisation.